# 映画ドラえもん のび太のひみつ道具博物館
『映画ドラえもん のび太のひみつ道具博物館』（えいがドラえもん のびたのひみつどうぐミュージアム）は、2013年の日本のSFコメディアニメ映画。藤子・F・不二雄の漫画『ドラえもん』を原作とした、映画「ドラえもん」シリーズの第33作。監督は寺本幸代、脚本は清水東が務めた。
テレビ朝日開局55周年記念作品。第31回ゴールデングロス賞優秀銀賞受賞。
映画シリーズ45周年を記念して、2025年1月17日から23日まで全国93館の劇場で一週間限定上映。

## 概要
藤子プロと今作の漫画版を執筆したむぎわらしんたろうが共同で作った企画が元になっている。
第2期の大長編シリーズでは5作目にあたり、かつ原作漫画を原案としない作品は本作が初となる。また、完全オリジナルでは第1期を含めると『ドラえもん のび太とロボット王国』以来11年ぶりとなる。

## 作風
監督の寺本幸代は2011年にオープンした川崎市藤子・F・不二雄ミュージアムを訪れた際の仕掛けなどに影響を受け制作に取り掛かったという。今作はたくさんのひみつ道具が登場しており、寺本は「『ドラえもん ひみつ道具大事典』のページを日本で一番めくったのは私ではないかと思っている」と語っている。
寺本にとっての前作『新・のび太と鉄人兵団』がシリアスなドラマだったこともあり、「今回はうってかわって楽しい映画を作りたい」「お客さんが笑って映画館を出られるような、そんな映画にしたい」とも語っており、漫画版で見られるシリアスな雰囲気よりも、映画版では寺本好みのコメディ要素が多く打ち出された作品となっている。主題歌も映画のイメージに合わせたコミカルな曲調となっている。またシャーロック・ホームズネタをいくつか仕込んでおり「にやっとしてもらえたらうれしい」と述べている。
今までの『映画ドラえもん』シリーズでは、主人公であるドラえもんよりものび太が活躍することが多かったが、今作の隠れた主役はドラえもんであり、原作第1話「未来の国からはるばると」のワンシーンが登場するなど、ドラえもんとのび太の友情が改めて描かれている。

## あらすじ
ドラえもんの鈴が未来世界の「怪盗DX」と名乗る盗賊に突然盗まれる。ドラえもんがこだわるその鈴を取り返すため、のび太はひみつ道具「シャーロック・ホームズ・セット」を身にまとい、あらゆるひみつ道具が展示されている未来の博物館「ひみつ道具博物館」に鈴があることを突き止める。静香、ジャイアン、スネ夫も合流し、5人は盗まれた鈴を探すためにそこへ向かう。
5人は博物館のガイドの少年クルトに導かれて鈴を探しながら博物館を見学する。そこで5人は、全てのひみつ道具は彼の祖父の故ハルトマン博士が発見した金属フルメタルが使われているのだと説明を受ける。しかし結局手がかりは得られないばかりか、ひょんな事故でドラえもんはポケットが使えなくなり、ジャイアンとスネ夫は小さくなったまま戻れなくなってしまう。
結局その日はクルトの家に泊めてもらい、翌日も鈴探しを続けることにする。
明くる日、博物館は臨時休館になっていた。なんと怪盗DXから館内の道具を盗むという内容の予告状が来たのだという。博物館が襲撃されれば、これが2回目になる。5人とクルトは館内に入れてもらい、博物館は最大限の警備でDXを迎え討とうとするが、結局4つの道具を盗まれ、鈴も取り返せないまま逃げられてしまう。
5人とクルトは、これまでに盗まれたドラえもんの鈴を含む6つの道具の間にある共通点をもとに、事件に深く関わっていると推理されたペプラー博士の居場所を探して向かう。その途中、のび太はこれまで出て来た数々の手がかりからDXの正体がクルトであることを突き止める。5人と一緒にいたクルトは身代わりのコピーロボットだった。
クルトは、ハルトマン博士のライバルで、かつて過失で事故を起こして博物館を追放されたペプラー博士の弟子だった。クルトは、師匠のペプラーのために、かつて彼が博物館のひみつ道具とドラえもんの鈴との中に隠した、フルメタルに代わる新たな金属ペプラーメタルを製造する機械を動かすのに必要なマイクロチップを回収するために、デラックススーツを着て怪盗DXに変身し、ひみつ道具と鈴を盗んだのだという。
クルトは博物館の階下にあるペプラーの秘密研究室に飛び込む。5人も遅れて乗り込むが、既に鈴は二つに割られ、チップが取り出され、ペプラーメタルの合成が始まっていた。しかし機械の誤作動で、ドラえもんの鈴を含む博物館内の全てのフルメタルとひみつ道具が消滅し、その影響で太陽製造機と封印されていた博物館のガードロボとが暴走し始める。ホームズ・セットも消滅し、地球が滅亡の危機に陥る中で、のび太は自分自身のひらめきで太陽製造機を抑え込むことに成功し、ドラえもんもデラックススーツを着てガードロボを撃退する。そしてペプラーによってひみつ道具も復活する。
翌日、5人とクルトは館内で鈴を探す。クルトが先に鈴の片割れを見つけ、鈴を盗んだことを謝罪してドラえもんに返す。のび太ももう片方の鈴を発見するが、そこでドラえもんがどうしてもその鈴にこだわる理由に気づく。のび太はドラえもんに駆け寄って、二つの鈴を合わせる。

## 登場人物

### レギュラーキャラクター
ドラえもん
声 - 水田わさび
冒頭で怪盗DXに鈴を盗まれ、また中盤でスッポンロボにポケットに住み着かれたせいでそこから道具を取り出せなくなるなど受難が多く、「（ひみつ道具が使えない自分は）おっちょこちょいののび太くんと同じだ」「君はバカだね」と毒を吐いている。また、鈴がなくなることで野良猫のような仕草が多くなる。鈴の無い間はリボンなど別の物を首輪に付けている。
作中では一貫してその盗まれた鈴を取り返すことにこだわる。その理由は、のび太と暮らし始めて間もない頃、のび太とケンカした際に鈴がドブに落ちてしまい、それをのび太が懸命になって見つけ出してくれたことで、勉強も運動も駄目だけどのび太の優しさを知ることが出来た思い出深いものであるためだと中盤で明かされる。
野比のび太
声 - 大原めぐみ
作中ではシャーロック・ホームズ・セットを常に身にまとい、探偵気取りで行動するが、DXの文字をデラックスと読むことを知らなかったり、隠し扉の場面などでしずかに出し抜かれたりするなど抜けた部分が目立つ。
しかし終盤ペプラー博士を探す途中でゴルゴンの首を倒した直後に、怪盗DXの正体はクルトであり、5人にこれまで同行していたクルトは偽物のコピーロボットであることを見破ることに成功する。さらにその後太陽製造機が暴走した時は、ポポンに太陽を飲み込ませることを自分自身の機転で思いつき、最終的に暴走を止めることに成功する。
源静香（しずか）
声 - かかずゆみ
作中では、DXに盗まれた6つの道具に共通点があることを示唆したり、ペプラー博士の研究室に向かう隠し扉に気づいたり、襲い掛かってくるゴルゴンの首を手鏡を用いて撃退するなど、機転の利いた行動で5人の窮地を救う。
剛田武（ジャイアン）
声 - 木村昴
事件の経緯を知り、スネ夫と共に盗まれた鈴を探すのに協力し、博物館へ行く。しかし、館内では鈴を探すよりも遊ぶのを優先し、その途中スネ夫と共に誤ってガリバートンネルをくぐってしまい、手段を確保できなかったため元に戻れないまま終盤まで小さい状態で過ごすことになってしまう。ペプラー博士の研究室に乗り込んだ際に、スネ夫がビッグライトを発見したことで、ようやく元の大きさに戻ることができるようになった。
骨川スネ夫
声 - 関智一
作中では専らジャイアンと行動を共にする。ジャイアンと同様の理由で小さくなり、元に戻れないまま終盤まで過ごすことになる。しかし、ペプラー博士の研究室に落ちていた壊されたビッグライトを発見・修復し、ジャイアンと共に元の大きさに戻ることに成功する。
野比玉子（のび太のママ）
声 - 三石琴乃
ドラミ
声 - 千秋
5人分のひみつ道具博物館のチケットを所有しており、ドラえもんに頼まれて、後でメロンパン20個をもらうことを条件にチケットを渡す。
セワシ
声 - 松本さち
ドラえもんの回想に登場する。

### ゲストキャラクター
クルト・ハルトマン / 怪盗DX
声 - 三瓶由布子
声（怪盗DX） - 関智一
博物館のガイドを務める少年。ひみつ道具職人を目指していて、いつか博物館に飾られるような道具を作ることを目標としている。ガイド役はあまりまじめにこなしておらず、よくトイレに行くとなど言っては抜け出し、館長のフィークスに見つかって叱られる。フルメタルの発見者ハルトマン博士の孫であり、ペプラー博士を師匠に道具製作をしているが、へっぽこな道具ばかり作っては館長を困らせており、またジャイアンとスネ夫からは「祖父はすごい発明家なのに、お前はへっぽこ道具ばかり作っている」とからかわれている。しかし、終盤でフルメタルを用いた博物館の全ての道具が消滅した際は、彼のフルメタルを用いていない道具が太陽製造機やガードロボの暴走に立ち向かうのに一役買うことができた。
怪盗DXの正体。博物館のガイドをしていた時に偶然ペプラー博士の隠れ家を発見し、以後彼に師事して道具作りを学ぶ一方、彼のペプラーメタルを完成させる夢を知り、それに必要なマイクロチップを回収するために、自身が怪盗DXになって博物館のひみつ道具5つとドラえもんの鈴とを盗むことを提案し、DXスーツを製作して実行する。
冒頭にドラえもんの鈴を超空間を通して盗み出す。また、ドラえもんたちが博物館を訪問する以前にライト館を襲撃し、ビッグライトを盗み出している。その後作中でなんでも館を襲撃し、改良したひみつ道具などを用いて警備を撹乱しながら、軽い身のこなしをもって、目当ての残り4つの道具を盗み出すことに成功する。その際に、コピーロボットを自身の身代わりとしてのび太たちの元に遣り、彼らに正体を気づかれないように工作する。
のび太によって正体を暴かれたが、最終的にフィークスやマスタードに正体を知らされることはなかった。作中最終盤で、ドラえもんに鈴を盗んだことを謝罪する。
ジンジャーに好意を抱いているが、作中では気づかれていない。
前述のように、館長やジャイアン、スネ夫から皮肉を言われても、前向きであり、ひみつ道具作りに熱中するあまり、時間を忘れることもあるという。劇中では、ポポンの修理を真夜中までやっていた。また、「クルトはそれだけ夢中になれることがあるのに比べ、自分は何をやってもダメで長続きしないからうらやましい」と言って落ち込み気味だったのび太に対し、「取り柄のない人間なんていない。のび太にも取り柄があるはず。」と言うなど、優しい性格で仲間たちからバカにされるのび太を自分と重ね、励ました。
名前は表札には「KURT」と綴っている。
ポポン
声 - 愛河里花子
スライムのような姿をした、クルトが偶然作り出したペット型ひみつ道具。外見は『T・Pぼん』に登場するブヨヨンの色違いである。関連企画のひみつ道具クイズにも登場するがセリフはない。名前の由来は「いつもポンポン跳ねてる」という理由から。
普段はクルトに懐いている。かつてクルトがナカミスイトールを改良して、中身を吸い取って2倍にする道具を作ろうとしたところ失敗して偶然生まれたもので、中身だけを吸い取って食べて無くしてしまうという性質になった。食べ過ぎでお腹を壊してしまうことがある。
終盤で太陽製造機が暴走した際に、人工太陽をポポンの性質で丸ごと飲み込んで消してしまおうとのび太が提案し、奮闘の末、太陽製造機の暴走をみごと抑え込むことに成功する。
フィークス
声 - 土師孝也
ひみつ道具博物館館長。
怪盗DXの事件の半年前ほどに、なんでも貯金箱製造機を使って芝刈り魚に貯まった自身のへそくりを隠したが、ジンジャーが館長室に侵入した際に卵産ませ灯で芝刈り魚が増殖してしまい、その後芝刈り魚は全て自然館に放たれることになり、へそくりを失くす形となってしまった。そのため毎晩自然館に侵入して一匹ずつ芝刈り魚を調べる作業を続けるが、その途中で怪盗DXの予告状が届き、DXが自身のへそくりを盗むことを危惧して、DXの襲撃時刻に自然館を鬼は外ビーンズを使って襲撃した。最終的にへそくりを取り戻すことに成功するが、マスタード警部に一連の隠し事を白状させられることになった。
クルトがガイド役を怠っている間に事故で小さくなり、迷子になってしまったジャイアンとスネ夫に、上記のための怪しい作業をしている場面を見られたため、のび太がDXの正しい正体を明らかにするまで、二人はフィークスがDXの正体だと邪推することになる。
エンディングのキャストクレジットでは「館長」表記。
マスタード
声 - 松平健
怪盗DXを追っている22世紀の刑事。階級は警部。最初はドラえもん達を軽くあしらっていたが、ドラえもんの鈴が盗まれた事情を聞くと5人を捜査に参加させる。怪盗DXの予告状とクルトの手がかりレンズにより自然館で見張りをしていたが、鬼は外ビーンズの襲撃にあい、攻撃を避けるためぬけあなボールペンを使用したためなんでも館に飛ばされてしまった。その後、怪盗DXとひみつ道具13番勝負をした。マスタードの役を演じた松平健曰く、ひみつ道具13番勝負がお気に入りのシーンらしい。
関連企画のひみつ道具クイズでは「〜マスタード」が口癖。漫画版では未登場。
ハルトマン博士
声 - 石井康嗣
クルト・ハルトマンの祖父。故人。フルメタルを発見し、初期型どこでもドアなどを作りひみつ道具を大きく発展させた偉大な発明家。ペプラー博士とは親友で、ライバル視されているがかなり仲が良く、彼が追放された際も大変悲しんでいた。
ペプラー博士
声 - 千葉繁
博物館に密かに住む研究者。かつてのハルトマン博士の同僚。
ハルトマンと共に研究をしていた際に、自身の過失で太陽製造機の暴走を引き起こし、博物館を追放される。その後、ハルトマンが発見したフルメタルに代わる新たな金属「ペプラーメタル」を完成させるために、修理工場に忍び込んで部品や機材などを借りるが、ある日そこを警察に発見され、逮捕され再び追放処分となる。しかし逮捕される直前に、修理工場に出されていた博物館の5つの道具とドラえもんの鈴とに、開発に必要なマイクロチップを入れ込む。
以後は孫娘のジンジャーと共に、博物館のセキュリティをかいくぐって博物館の階下に密かに住み込み、ペプラーメタルの研究に取り込む一方、マイクロチップを取り戻そうと、博物館の道具とドラえもんの鈴を盗み出すことを計画する。
ジンジャーには頭が上がらない。下半身の自由がきかないようで常に浮遊椅子で移動する。
作中終盤で、DXことクルトが盗み出した道具と鈴からマイクロチップを回収し、ペプラーメタルの製造機を完成させ起動するが、誤って博物館内の全てのフルメタルとひみつ道具を消滅させてしまい、再び太陽製造機の暴走を招くこととなる。のび太たちが対処している間にフルメタルを復旧させ、一段落が付いた後は、再び館内にジンジャーと共に身を隠し、研究を続ける。
明るい性格の映画版と異なり、漫画版では一人の真摯な研究者として描かれている。
ジンジャー
声 - 堀江由衣
ペプラー博士の孫娘。大きな水色のリボンで髪を結えている。見た目は可憐だが少々口が悪く気が強い性格。祖父と共に博物館に隠れ住んでいる。クルトに好意を寄せられているものの全く気がついていない。両親への言及は一切なく、祖父に育てられた。
食料の調達と家事を担当しており、料理の腕前はかなりのもの。お茶とお菓子にこだわりがあるようで、紅茶は茶葉から淹れてケーキも手作りしている。お茶と食事の時間にテーブルを空けておかないと怒る。しばしば密かに博物館の様々な場所に忍び込んで、食料を盗んでおり、それが「ミュージアムの怪人」の仕業だと噂されるようになった。
修理工場でペプラー博士が捕まった際、警察に保護されるもペプラー博士の元へ戻っている。研究を続けるペプラー博士を、「いつか世界を滅ぼしそうな気がする」と危惧。
ガードロボ
『ドラえもん のび太の恐竜』ほかで登場した監視ボール（パトボール）の初期型巨大ロボット。攻撃力が高すぎるため、危険物としてフルメタル製の鎖で封印されていたがペプラーによる行為が原因で鎖が消滅し、ロボが再起動した。太陽製造機フロアに移動し、ドラえもんたちを侵入者と間違えて排除しようとしたがDXスーツを装着したドラえもんにメモリーカードを抜かれ機能停止。その際に太陽製造機の制御パネルに倒れ込んでしまった衝撃により太陽製造機が爆破し、太陽製造機消滅後の時点で博物館自体が貫かれるほど被害が拡大していたので木っ端微塵となるが、ドラえもんとクルトの道具の併用で博物館は元に戻る。
ゴンスケ
声 - 龍田直樹
前作に引き続いて登場する芋掘りロボット。今作では博物館のスッポンロボ釣りコーナーで働いている。「博物館の怪人」ことジンジャーに貯め込んだサツマイモを盗まれる。
向井おさる
声 - 向井理
「見ざる聞かざる向井おさる」がキャッチフレーズの22世紀のアイドル・俳優。向井理の子孫。「向井おさる」は芸名で、本名は不明。映画本編ではワンシーンのみ登場（漫画版では未登場）。
公開直前スペシャル「最強!ころばし屋Z」ではころばし屋Zの最初の被害者になる。

### その他
テレビ朝日系列のアナウンサーも参加している。警官・作業員役の系列局アナウンサーはいずれも上映当時の平日朝のローカル情報番組の司会者から抜擢。
ルパン
声 - 飯田利信
警官・作業員
声 - 寺崎貴司（テレビ朝日アナウンサー）、小松靖 （テレビ朝日アナウンサー）、浦川泰幸 （ABC朝日放送<当時>アナウンサー）、宮本啓丞 （KBC九州朝日放送アナウンサー）、林和人 （HTB北海道テレビ放送アナウンサー）
きこりの泉、DX軍団のきこりの泉（女神ロボット）
声 - 川村万梨阿
怪盗DXのきこりの泉（女神ロボット）は一つの泉に物を入れれば他の女神ロボットも入れたものより上等な物を持って現れる。
DX軍団のゴルゴンの首
声 - 高戸靖広
怪盗DXのゴルゴンの首は2m位の大きさ。空を飛べる。鏡で光線をはね返すことができる。
カーナビ
声 - 上山千穂 （テレビ朝日アナウンサー）
お掃除ロボ・秘書
声 - 島本真衣 （テレビ朝日アナウンサー）
宇宙館ナレーション
声 - 鈴木しおり（名古屋テレビ放送アナウンサー）

## 舞台・設定
フルメタル
太陽製造機の暴走の過程で生まれた、ひみつ道具に使われている特殊な金属。扱うためには免許が必要なため、クルトの道具には使用されていない。資源量に限りがあるらしく、将来的な枯渇が心配されている。
漫画版では「フルエネルギー」に差し替えられている。
ペプラーメタル
ペプラー博士が開発中のフルメタルに代わる金属。変換装置によってすべてのフルメタルをペプラーメタルに変換したが未完成だったため、ひみつ道具などの消滅を招いた。
怪盗DXスーツ
クルトが作成した、怪盗DXに変身するための道具。普段は蝶ネクタイの形をしており、首元にかざすことで怪盗DXに変身し、モノクルについた紐を引く（漫画版ではスーツの蝶ネクタイ部分を引っ張る）ことで変身が解除される。変身後は体型が変わり、上記のように身体能力が大きく上昇する。また、何かを盗む際にはその持ち主に対して、怪盗DXのホログラムとメッセージが流れる「予告状」（DXの文字が書かれたもの）を送る決まりになっている。
ドラえもんが使用すると、頭のみをドラえもんのままにした「怪盗ドラX」となる。

### ひみつ道具ミュージアム
22世紀にある秘密道具が初期の型から新型まですべて展示されている、空中に浮かぶ博物館。アクセスは入場チケットから出現する専用の乗り物で行われている。ひみつ道具はテーマ別に各ホールにまとめられており、各展示室へはエントランスホールの歴代のどこでもドアや、各館にある専用のどこでもドアや抜け穴ボールペンなどでも移動できる。博物館下の島にはひみつ道具職人が集まり、日々新しいひみつ道具の製作に勤しんでいる。博物館はとてつもなく広大で、開館当初は遭難者が何人も出た。博物館職員の間では「博物館の怪人」などの怪談がまことしやかに語られている。

#### ロボット館
すべてのロボットのひみつ道具が展示されている。ロボットは自動で動き回ったり、浮かんで展示されている。いくつかの島が浮かんでおり、コピーロボットで遊べるコーナーの島やゴンスケの畑とスッポンロボつりコーナーの島、ガードロボを収容している檻（おり）などもある。

#### 宇宙館
宇宙空間にある館。天の川鉄道や宇宙船など、宇宙に関係する道具が展示されている。館内では食用宇宙服を食べる必要がある。

#### 水館
水中にある館。水中や海中で使用する道具が展示されているほか、様々な魚が自由に泳ぎ回っている。

#### カメラ館
きせかえカメラやすーぱーひーろーかめらなど、様々なカメラが展示されている。試写コーナーがある。

#### 空館
雲の上にある館。空を飛べる道具が展示されているほか、タケコプターが発明されるまでの試行錯誤が記録された映像を見ることができる。

#### 自然館
緑あふれる大自然の館。キャンプで使う道具や、植物、昆虫に関係する道具が展示されている。

#### なんでも館
なんでもかんでも色々ある館。上と下に重力が働いている。

#### その他
ライト館
怪盗DXがビッグライトを盗んだため立ち入り禁止。

館長室
フィークス館長が普段すごしている。芝が敷かれており、芝刈り魚を放している、机にも道具が置いてあることがある。
太陽製造機フロア（立入禁止区画）
フルメタルで封印された太陽製造機があるフロア。
太陽製造機プロトタイプ
ハルトマン博士とペプラー博士が共同開発した太陽のレプリカ。太陽の一生を再現するために作られたが暴走すると太陽が膨張し、最終的には赤色巨星となって地球を消滅させる危険性を秘めている。
ペプラー博士のミスで暴走したがハルトマン博士が開発したフルメタル製の制御装置によって膨張が止まった。
ペプラーメタルによって制御装置が機能停止したことで再び膨張し、周囲の装置を溶解した。最後はポポンによって消滅させられた。

ペプラー博士の研究室
秘密の通路の奥にある秘密の研究室兼、居住スペース。ペプラー博士とジンジャーとクルトでペプラーメタル製造マシンを開発している。部屋の前には壊れたひみつ道具などが散乱している。
博物館の怪人
博物館でお菓子など細々なものが紛失したり、自然館から不気味な声が聞こえてくるなど、怪談のようにその存在が噂されている。マスタード警部は怪盗DXとの関連を疑っていた。
正体は一人の人物によるものではなく、主に上述のジンジャーやフィークスの行動によるものだった。

## 登場するひみつ道具
- 着せかえカメラ
- シャーロック・ホームズ・セット
- どこでもドア
- 初期型どこでもドア

その他、歴代のどこでもドアがエントランスに展示され、各館と繋がっている。
- タイタニックロボ
- きこりの泉
- ガードしおまねき
- ころばし屋
- カムカムキャット
- コピーロボット
- イケメンコピーロボット
- スッポンロボ
- 手ばり
- お座敷釣り堀
- 初期型パトロールロボ

攻撃力がかなり高く、ミサイルなどを装備しており危険なため、ひみつ道具の鎖でつながれている。
- 食用宇宙服
- 抜け穴ボールペン
- 星の一生を見る道具
- 初期型着せかえカメラ
- 花咲か灰
- 空気クレヨン
- ガリバートンネルマークⅡ
- かるがる手袋
- 太陽製造機
- どくさいスイッチ
- フエルミラー
- 空気砲
- ショックガン
- 鬼は外ビーンズ
- 暗くなる電球
- スプレー式ドリームガン
- 手なげミサイル
- ひらりマント
- とうめいマント
- とうしめがね
- ギシンアンキ
- スナオン
- 自信ヘルメット
- 自信ぐらつ機
- マジックお尻
- マジックおなか
- あいこグローブ
- お返しハンド
- 風神うちわ
- バショー扇
- ソノウソホント
- ウソ800
- 強力ウルトラスーパーデラックス錠
- ドジバン
- 名刀「電光丸」
- 落としものカムバックスプレー
- 歴代のゴルゴンの首
- 正直電波
- タマゴ産ませ燈
- 何でも貯金箱製造機
- 芝刈り魚
- ビッグライト
- 復元光線

## スタッフ
作画面ではキャラクターデザインが前作の大城勝から、テレビシリーズのキャラ設定・総作画監督を務める丸山宏一に交代。第2期映画シリーズでは『ドラえもん 新・のび太の宇宙開拓史』以来置かれていた総作監は不在で、丸山を含めた6人の作画監督と『ドラえもん 新・のび太と鉄人兵団 〜はばたけ 天使たち〜』でメカ・エフェクト作画監督を務めた鈴木勤がメカ作監を担当する体制となった。また、撮影監督が『ドラえもん のび太と緑の巨人伝』より務めてきた岸克芳に代わり、第1期映画シリーズでエリ合成など、撮影スタッフとして作品に携わっていた末弘孝史が抜擢されている。
| 原作                             | 藤子・F・不二雄 |
| 脚本                             | 清水東 |
| キャラクターデザイン             | 丸山宏一 |
| 美術監督                         | 土橋誠 |
| 撮影監督                         | 末弘孝史 |
| 編集                             | 小島俊彦 |
| 録音監督                         | 田中章喜 |
| 効果                             | 糸川幸良 |
| 音楽                             | 沢田完 |
| チーフプロデューサー             | 増子相二郎 杉山登 |
| 監督                             | 寺本幸代 |
| 企画・原案協力                   | むぎわらしんたろう |
| 絵コンテ                         | 寺本幸代 久場良忠 |
| 演出                             | 山岡実 |
| 作画監督                         | 丸山宏一 岸野美智 岡野慎吾 浦上貴之 桝田浩史 森久司 |
| メカ作画監督                     | 鈴木勤 |
| 原画                             | 大塚正実 末吉裕一郎 高倉佳彦 松田真路 伊藤秀次 山口晋 千葉ゆみ 小澤早依子 曽々木安恵 又賀大介 平岡雅樹 関修一 篠原真紀子 松井祐子 佐藤好春 西山映一郎 吉岡彩乃 原夕佳 山下祐 鈴木大司 上田幸一郎 北山修一 吉田優子 仁井学 外丸達也 酒井和男 霜山朋久 角張仁美 松井啓一郎 安西俊之 茂木琢次 山下将仁 尾鷲英俊 田中孝弘 三輪修 小林麻衣子 大森孝敏 安藤義信 加来由加里 加来哲郎 玉置敬子 小金井羽奈 渡邉元子 吉岡毅 城前龍治 戸部敦夫 岸野美智 岡野慎吾 浦上貴之 鈴木勤 桝田浩史 森久司 |
| 第二原画                         | 大武正枝 小栗寛子 堤舞 岩永大蔵 海老原尚樹 神戸佑太 山下晃 𠮷田誠 小西富洋 碇谷敦 甲田正行 吉田朋代 伊達真紅郎 夢弦館 AI Wish アート・ベース・バン |
| 動画検査                         | 松村美佳 |
| 動画                             | ベガエンタテイメント 遠藤良恵 堀江佑 千々岩杏花 染川仁菜 宮本美智子 濱田友美 髙士亜衣 屋宜優 神谷由季 川重希 関根奈穂 オープロダクション 大村将司 小川麻衣 佐伯行信 田中陽子 辻仁子 平岩聡 穂坂史織 山本祐希江 Ryosuke Murahashi スタジオエル 加藤晶久 佐藤弘幸 奥田富美子 神谷望夢 Wish 鈴木三音子 周佐祥子 山本真夕子 阪野日香莉 伴翔人 西田政司 佐藤この実 玉腰桃子 藤井優翔 西山千夏 中智あすか 倉本真実 齋藤香 ORANGE RYU JA YOUNG SON SEON AH KIM JEONG SOON KIM JUNG LAN KIM HYE JUNG SUH YOON JOO YOU SU OK CHOI SU JIN LEE KYUNG MI KANG MI RYEONG JEON JIN HEE JEONG HYUN JEONG PARK NAN HEE KIM MIN JEONG HAN SONG HEE HONG KYOUNG MI CHOI YOON KYEONG 藤野京子 八木綾乃 原佳寿美 高貫千津 |
| 色彩設計                         | 高橋めぐみ |
| 仕上                             | ベガエンタテイメント 倉内美幸 田中里佳 田野美寿穂 スタジオエル 近藤直登 五十嵐優也 渡部勇輔 古賀遼也 古滝龍馬 鈴木ようこ 妻鹿真琴 砂川渚 武井規晋 大久保雄介 玉井恭平 森脇弘史 吉田真由 山崎亜耶 小松尚子 藤澤亮子 田中照佳 木下美佳 服部洋子 Wish 石川直樹 伊藤敦子 滝川ひかる 岡宮志帆 江草大樹 天本洋介 鈴木美代子 梅村利恵子 厚見祐希 久島早映子 笹愛美 前田千妙 スタジオ ステップ 佐藤ヒロミ 石川怜子 鈴木よしこ 神谷操一 田口加代子 篠沢ハル美 佐藤敬子 吹野昇治 垣内安貴子 鈴木裕太 ORANGE AN YOUNG AE JUNG HYE RA LEE MYEONG SOON KIM EUN HEE KIM SEON MI JUN EUN JOO OH KYUNG HEE CHOI SU KYOUNG MOON SUNG HEY SHIN HYUN JUNG BU JI HEE LEE YEON JU LEE JI YOUNG PARK CHAN IL                |
| 背景                             | ベガエンタテイメント 土橋知子 松村武蔵 知本祐太 JEE SEOGU KANG MIHYANG スタジオ・ユニ 古賀徹 石黒恵美子 米田隆裕 鈴木朗 永井由香 池田玲子 越膳滝美 高橋佐知 永坂真琴 氣賀澤佐知子 本多美紀 中島美枝子 アトリエローク07 工藤由美 渡辺美穂 皆谷透 森元茂 美峰 野村正信 高峯義人 扇山秋仁 宮里和誉 NGUYEN ANH TRAN KHOA NGUYEN TRUONG NGUYEN THUY TRAN VAN CAO TAI LE KHOA NGUYEN HIEU HOANG LINH ATELIER KARO Oka Artana Sutara NARA Animation LIM HYUK SOO LEE MI KYUNG PARK SEUNG IL LEE SOO KUNG HIJIRI 小野寺美幸 秋山真理子 小磯龍 アートチーム・コンボイ 榊枝利行 金美京 岡部真由美 伊藤朱美 |
| 撮影                             | アニメフィルム |
| 協力                             | 熊谷正弘 |
| コンポジット                     | 西山朋広 桶田一展 山田廣明 倉田佳美 木次美則 下村博文 鈴木浩司 松澤秀子 大森美奈子 手塚智鶴子 梅田俊之 |
| 3DCGI                            | 福田寛 |
| 特殊効果                         | 佐藤香織 |
| CG制作                           | オクティグラフィカ 神林憲和 沖田貢靖 田邉茂 本間潤樹 |
| モニターCG制作                   | つつみのりゆき |
| 編集スタジオ                     | 岡安プロモーション |
| 編集助手                         | 藤本理子 |
| 背景音楽制作                     | 音楽録音エンジニア 岡部潔 青柳延幸 サポートエンジニア 秦正憲 甲田義彦 岡本和憲 星野文男 マニピュレーター 梶原崇史 岡田光司 コーディネート 関谷典子 制作協力 澤原豊 長田直也 菅原奈月 |
| 音響制作                         | AUDIO PLANNING U |
| 録音スタジオ                     | APU MEGURO STUDIO |
| ミキサー                         | 田口信孝 |
| アシスタント・ミキサー           | 小沼則義 |
| ダイアログ・エディター           | 内山敬章 山本寿 村越直 |
| 音響制作デスク                   | 穂積千愛 |
| 音響効果                         | グループ・アンド・アイ |
| 音楽協力                         | テレビ朝日ミュージック |
| デジタル光学録音                 | 西尾昇 |
|                                  | ドルビーデジタル・サラウンドEX 一部上映館を除く |
| ドルビーフィルム・コンサルタント | 河東努 森幹生 コンチネンタルファーイースト(株) |
| 現像                             | 東京現像所 |
| HD編集                           | 山本洋平 金沢佳明 |
| フィルムレコーディング           | 増田悦史 |
| タイミング                       | 湯澤祐一 |
| ラボ・デスク                     | 丸山裕子 |
| ラボ・マネージメント             | 井上純一 近藤桂司 |
| アニメーション制作協力           | ベガエンタテイメント 松土隆二 笠木昇 滝島久美子 河村武雄 馬場潤 |
| 掲載                             | 小学館の児童誌 めばえ てれびくん 幼稚園 月刊コロコロコミック 学習幼稚園 別冊コロコロコミック 小学一年生 コロコロイチバン! 小学二年生 ぷっちぐみ |
| まんが                           | むぎわらしんたろう |
| 宣伝プロデューサー               | 土肥直人 豊田幸宏 |
| 宣伝                             | 本山大樹 秋山智美 篠原由樹夫 西田信貴 宵奈良紀子 村川宏樹 酒井源司 |
| 予告編制作管理                   | 蔦川亜希 |
| 予告編ディレクション             | 野々市谷有美 佐藤睦 |
| 予告編CG                         | 津田輝王 関口里織 |
| トータルアート ディレクション    | 村井香里 |
| グラフィック・デザイン           | 有泉勝一 佐藤良美 |
| オフィシャルWEB                  | 村田大典 蓮沼祐治 |
| オープニング 絵コンテ・演出      | 楠葉宏三 |
| おまけ映像                       | 八鍬新之介 杉崎聡 増泉路子 |
| プロモーション プロデュース      | 沢辺伸政 山田卓司 |
| 協力                             | HTB北海道テレビ ABA青森朝日放送 岩手朝日テレビ 東日本放送 秋田朝日放送 山形テレビ 福島放送 新潟テレビ21 abn長野朝日放送 静岡朝日テレビ 北陸朝日放送 メ～テレ 朝日放送 広島ホームテレビ 山口朝日放送 瀬戸内海放送 eat愛媛朝日テレビ 九州朝日放送 長崎文化放送 熊本朝日放送 大分朝日放送 鹿児島放送 琉球朝日放送 ★ 川崎市 藤子・F・不二雄ミュージアム Yahoo! JAPAN ★ |
| 「ひみつ道具大作戦!」            | 最優秀賞受賞者 有賀圭伸(コロコロコミック賞) 古山蒼亮(コロコロイチバン!賞) 小島かんな(めばえ賞) 横山侑生(幼稚園賞) 阿部生成(てれびくん賞) 島田彩羽(ぷっちぐみ賞) 新井宏聖(小学一年生賞) 岡村悠生(小学二年生賞) 佐々木嵩生(テレビ朝日賞) 池本智晴(ドラえもんチャンネル賞) 小野寺望(川崎市 藤子・F・不二雄ミュージアム賞) 小園来倖(ドラゼミ賞) 吉田埜々夏(ドラキッズ・小学館アカデミー賞) 早川朋宏(ドラえもん わくわくスカイパーク賞) 上山海空(ドラえいがかん賞) 木村彩乃(J:COM賞) 原悠翔(TSUTAYA賞) 本城莉映倖(Yahoo! JAPAN賞) |
| 制作進行                         | 菊地達也 中村和喜 岡野孝規 佐藤大真 谷澤吉紀 河西麻利子 宇佐美翔平 |
| 制作デスク                       | 中島進 武井健 岡田麻衣子 |
| アシスタントプロデューサー       | 横山幸恵 |
| プロデューサー                   | 大倉俊輔 川北桃子 中世古裕美 斎藤敦 大金修一 鶴崎りか 藤森匠 |
| 「映画ドラえもん」制作委員会     | 斎藤満 石関暁 小西麻里 徳山雅記 小野綾子 山﨑俊一 田中雅広 飯田誠敬 小沢清人 大松宏樹 小野仁 和田修治 高木智悌 堤直之 佐藤絵里子 白土宏司 浅田幸男 白戸博久 浅井美佳 大槻育宏 間瀬謙介 佐藤龍伸 山守貴子 佐藤理絵 大塚薫 佐藤隆一 福原望 尾﨑瑞季 伊藤悠公 小林順子 塙智行 尾﨑美香 清水智美 森文彦 |
| 制作                             | 藤子プロ 小学館 テレビ朝日 ADK ShoPro シンエイ動画 |
|                                  | ©藤子プロ・小学館・テレビ朝日・シンエイ・ADK 2013 |

## 主題歌
オープニングテーマ「夢をかなえてドラえもん」
作詞・作曲 - 黒須克彦 / 編曲 - 大久保薫 / 歌 - mao / コーラス - ひまわりキッズ（コロムビア）
エンディングテーマ「未来のミュージアム」
作詞・作曲・編曲 - 中田ヤスタカ（capsule）/ 歌 - Perfume（Perfume Records / ユニバーサルJ）
劇中歌「笑顔はひみつ道具」
作詞 - マイクスギヤマ / 作曲・編曲 - 沢田完 / 歌 - 千秋

## おまけ映像
第2期の映画では恒例となっている、エンドロール後のおまけ映像の内容は、ドラえもんがどこでもドアで登場し『ドラえもん のび太の大魔境』を思わせる探検帽を被り、藤子・F・不二雄生誕80周年と出る際にめくられるページ（原作『のび太の大魔境』のワンシーン）に飛び込むというもので、2014年春の公開も告知された。その後、テレビシリーズの2013年7月12日放送のエンディングにて『ドラえもん 新・のび太の大魔境 〜ペコと5人の探検隊〜』のタイトルでリメイクされ、2014年春に公開されることが発表された。脚本は引き続き清水東が担当し、監督はテレビシリーズ演出および本作でおまけ映像を担当した八鍬新之介が初監督を務める。

## 評価
スネ夫役の関智一は2017年のインタビューにおいて本作をドラえもん映画のベストに挙げている。

## 興行成績
全国353スクリーンで公開され、2013年3月9・10日の初日2日間で興収6億6,729万1,850円、動員59万7,899人になり、映画観客動員ランキング（興行通信社調べ）で初登場第1位となった。また、ぴあ初日満足度ランキングでも首位となっている。続く公開第2週も累計興収が12億3,170万3,850円累計動員は110万2,266人となり二週連続映画観客動員ランキング第1位となっている。公開16日間で興収20億円、動員180万人を記録。公開5週目で累計動員は330万8,785人、累計興収は35億8,922万1,400円を記録した。累計動員数348万121人、累計興収37億8,457万3,000円を記録し、声優陣を一新してからの新シリーズ最高記録だった昨年公開の『ドラえもん のび太と奇跡の島 〜アニマル アドベンチャー〜』を超える最高興収を記録した。2014年1月に発表された観客動員数は365万人、最終興収は39.8億円。興行収入39.8億円は2015年時点で、『映画ドラえもん』シリーズの最高額である。
第1作映画『ドラえもん のび太の恐竜』が公開された1980年3月15日から今作『ひみつ道具博物館（ミュージアム）』までの2013年3月22日の34作で、33年（1万2,060日）をかけ邦画史上初となるシリーズ累計動員1億人を突破した。これまでの邦画シリーズの最高記録はゴジラシリーズ28作の9,900万人であった。 YouTubeの公式チャンネルでは1億人突破を記念したスペシャル動画が公開されている。

## テレビ放送
次作『新・のび太の大魔境 〜ペコと5人の探検隊〜』の公開を記念して、2014年3月7日放送分の『ドラえもん・クレヨンしんちゃん 春だ!映画だ!3時間アニメ祭り・第2部』（19:35 - 21:48）にて地上波初放送。なお、この放送の際、掃除機でしずかの服が破れてしまうシーンでは、白い光による修正がかけられ、裸の姿がほぼ映らないようになされた。今作以降、『名探偵コナン』の映画シリーズと同様に新作の公開前日に放送されるのが恒例となっているが､両作共2018年以降からは公開一週間前後で放送する
2018年3月3日の『ドラえもん のび太の宝島』の公開を記念して、同年2月25日に『最新映画公開記念!映画ドラえもん のび太のひみつ道具博物館』（10:00 - 11:50、『日曜ワイド』枠外で放送）と題して2回目の地上波放送を行った。これは2013年3月15日に放送された『ドラえもん のび太の新魔界大冒険 〜7人の魔法使い〜』以来（ただし放送日時はゴールデンタイム）で、内容も『新魔界大冒険』同様に番組編成上の都合から多数のシーンをカットした編集版が放送された。そのため、問題となっていた掃除機でしずかの服が破れてしまうシーンはカット。

### 受賞
第31回ゴールデングロス賞優秀銀賞を受賞した。

## 関連企画

### 最強!ころばし屋Z
2013年3月1日放送の「最強!ころばし屋Z」は映画公開直前スペシャルとして放送された映画連動エピソード。映画キャラクターの向井おさるが登場するほか、博物館も少しだけ登場する。内容は前半は原作「ころばし屋」に沿った内容になっているが、後半はころばし屋Zと対決するオリジナルストーリーとなっている。

### ひみつ道具クイズ
テレビアニメ2013年1月11日放送分より放送最後に挿入されるミニコーナー。ひみつ道具にちなんだクイズで、映画本編にも登場するマスタード警部も登場する。

### コミカライズ
『月刊コロコロコミック』2013年2月号より短期連載の映画ストーリー（漫画版）を掲載。漫画はむぎわらしんたろう。大長編作品では29作目。コミックスは2013年3月30日発売。あらすじは映画版と同じであるものの、違いがいくつかあり、ストーリーの根幹に関わる違いもある。

### ノベライズ
『小説 映画ドラえもん のび太のひみつ道具博物館』（ISBN 9784092314979）
小学館ジュニア文庫、2024年10月25日発売（新書判・電子書籍）
原作 - 藤子・F・不二雄 / 著 - 福島直浩 / 脚本 - 清水東 / 監督 - 寺本幸代
原案協力 - むぎわらしんたろう（巻末奥付のみクレジット）
2013年の映画公開より11年の時を経てノベライズ化された。内容は映画版に準じている。

### 家庭用ゲーム
ニンテンドー3DSソフト『ゲーム ドラえもん のび太のひみつ道具博物館』。2013年3月7日にフリューより発売。映画を題材にひみつ道具を探す探偵アドベンチャーゲーム。また結末が映画と異なっている。

### ポッドキャスト
ポッドキャスト『ドラチャン★ドラヂオ』第9回・第12回で映画特集が放送。また、映画公式サイトで『Do-Radio 映画チャン★ドラジオ』が期間限定公開された。ゲストは『のび太のひみつ道具博物館』応援団長の松岡修造。

### ひみつ道具大作戦!
『ひみつ道具大作戦!〜キミの考えたひみつ道具を映画に出そう!〜』は、一般応募されたひみつ道具が映画本編に登場する企画。各応募の最優秀賞18作品は実際に映画に登場し、スタッフロールにも受賞者の名前が載る。

### ドラえもん 100展
『ドラえもん 100展』は2013年3月9日から31日まで、小田急グループ主催で神奈川県・箱根エリアを中心に実物大のドラえもん人形100体を展示するイベントが開催。なお、2012年にも香港や台湾で同様の100体展示イベントが行われているが今回は改めて製作されたもの。